# 蝎虎座EV
蝎虎座EV（也稱為格利澤873、HIP 112460）是蝎虎座中一颗暗淡的紅矮星，距離太陽大約16.5光年。它是在那個天區中距離太陽最近的恆星，但它的視星等只有10等，勉強可以使用雙筒望遠鏡觀看。蝎虎座EV是一颗光譜類型為M3.5的焰星，會釋放出X射線。

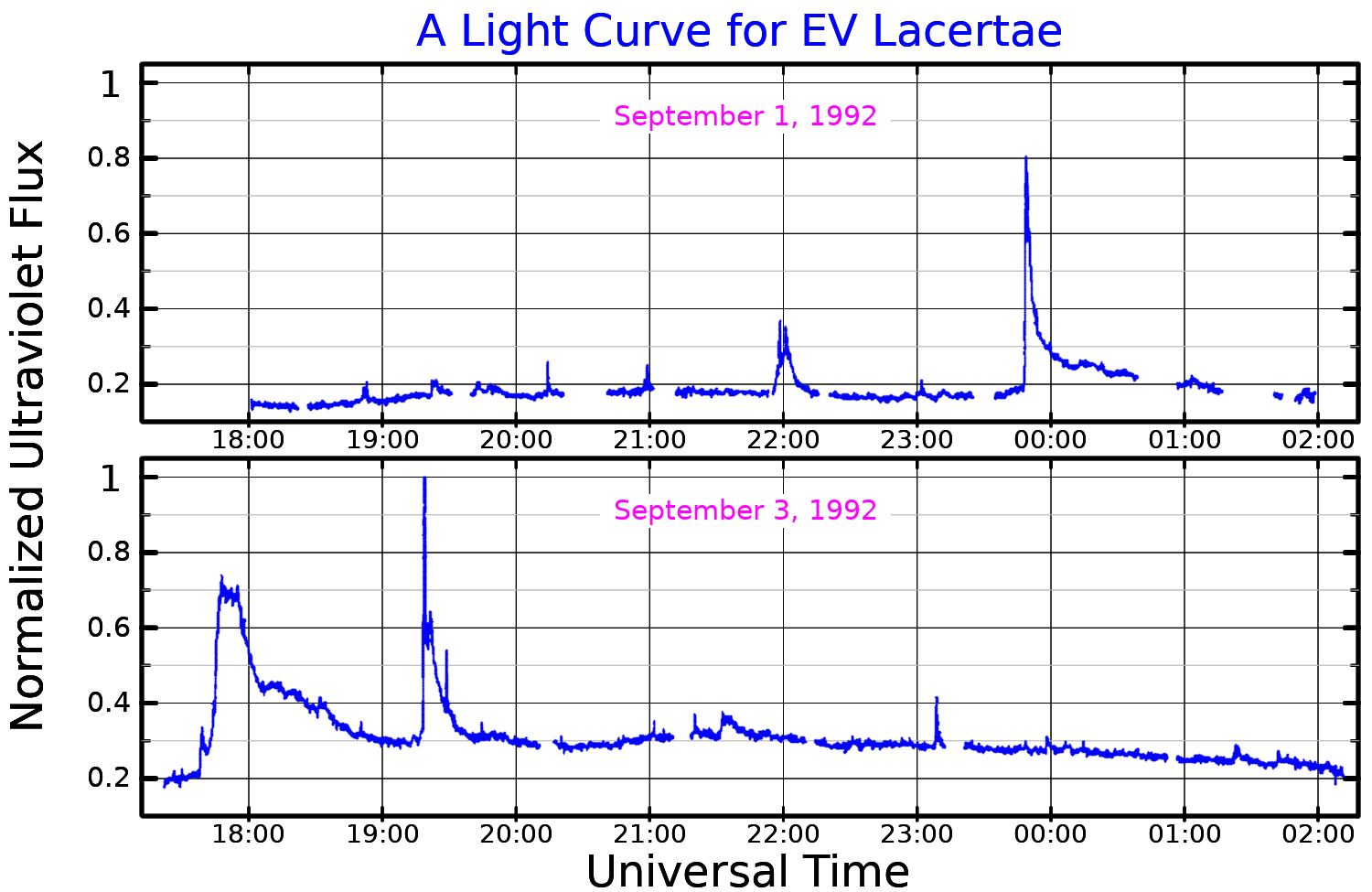
蝎虎座EV的紫外線波段光度曲線，改編自Abdul-Aziz et al.（1995）。

在2008年4月25日，美國國家航空暨太空總署的尼爾·格雷爾斯雨燕天文台觀測到來自蝎虎座EV的一次創紀錄閃焰爆發。這個閃焰的威力比曾經觀測到最強的太陽閃焰還要大數千倍。不過蝎虎座EV離地球比太陽遠很多，因此看起來不如太陽閃焰那麼明亮。如果當時的蝎虎座是出現在夜空中，這次的閃焰爆發就能用肉眼直接看到。這是除了太陽之外，在恆星上所見到最明亮的閃焰事件。
蝎虎座EV是比我們的太陽年輕許多的恆星，估計僅有3億歲，並且仍然在高速自轉。快速自轉，加上內部的對流，產生一個比太陽強很多的磁場。這種強磁場被認為對恆星產生如此明亮的閃焰，有著一定的作用。在閃焰爆發之後，恆星呈現藍色 。